# Anasazi (Spiel)
Anasazi (Untertitel „Auf den Spuren einer geheimnisvollen Kultur“) ist ein 2006 bei Phalanx Games erschienenes Spiel von Klaus-Jürgen Wrede für 2 bis 4 Spieler. Die Grafiken stammen von Franz Vohwinkel.

## Inhalt
- 28 Spielplanteile (Mesas)
- 1 Werte-Skala
- 54 Expeditions-Marker
- 8 Auftrags-Karten
- 48 Schätze, je 12 in den Farben blau, gelb, rot und weiß
- 6 Startteile für die Expedition
- 28 Camp-Marker, je 7 in den Farben blau, gelb, grau und weiß
- 16 Wohntürme, markiert mit den Farben blau, gelb, rot und weiß
- Regelheft (6 DIN-A5 Seiten)

## Beschreibung
Das Spiel führt die Spieler in den Südwesten der USA. Dort lebten bis ins 13. Jahrhundert die Stämme der Anasazi, die ihre Siedlungen überwiegend in Aushöhlungen der Canyonwände bauten. Diese wurden im 19. Jahrhundert wiederentdeckt. In diese Zeit führt das Spiel und die Spieler versuchen durch Expeditionen möglichst wertvolle Schätze zu finden.
Zunächst werden die Mesas auf dem Tisch so verteilt, dass genügend Fläche für die Camps übrig bleibt. Auf jeden geteilten Pueblo wird ein Wohnturm gestellt, so dass die farbliche Markierung nicht erkennbar ist. Auf alle Pueblos wird zudem ein Schatz gelegt. Jeder Spieler erhält eine Auftragskarte, die den Wert des angegebenen Schatzes verdoppelt. Abwechselnd legt jeder Spieler ein Camp aus bis jeder Spieler 2 Camps ausgelegt hat. Anschließend sieht sich jeder Spieler geheim die Farben von 3 Wohntürmen an. In ihrem Zug haben die Spieler 2 Aktionsmöglichkeiten, wobei eine auch doppelt ausgeführt werden kann:
- Ein Camp bauen: Dazu wird ein Campmarker zwischen 2 Mesas gelegt und der Spieler darf sich die Unterseite eines Wohnturmes ansehen.
- An einer Expedition teilnehmen: Ausgehend von den Expeditionsmarkern können Expeditionen gestartet werden. Berührt ein Expeditionsmarker ein Pueblo, so wird der dort stehende Wohnturm auf die Werte-Skala gestellt, ein dort befindlicher Schatz wird vom Spieler eingesammelt.

Das Spiel endet, wenn entweder alle Expeditions-Marker gelegt wurden oder 4 Wohntürme einer Farbe auf der Werteskala stehen. Zunächst erhält dann jeder Spieler, der die Mehrheit einer Schatzfarbe hat von dieser einen Bonusschatz. Jeder Schatz bringt dann so viele Punkte (1–5) wie noch offene Felder dieser Farbe auf der Werteskala vorhanden sind.

## Spielkritiken
- Spielbox Ausgabe 1/07: "Schatzsuche auf wackligen Leitern"